# Frankenfish
Frankenfish és un telefilm estatunidenc dirigit per Mark Dippé, difós el 9 d'octubre de 2004 a Sci Fi Channel. Ha estat doblada al català.

## Argument
Un pescador és trobat mort amb traces de mossegades sorprenents. Es pensa en un caiman, a continuació en un tauró, però es tracta d'un peix carnívor i intel·ligent que farà regnar la mort als aiguamolls. Importat d'Àsia, aquest depredador passa a l'atac... però està sol?

## Repartiment
- Rory Kittles: Sam Rivers
- K.D. Aubert: Eliza
- China Chow: Mary Callahan
- Matthew Rauch: Dan
- Donna Biscoe: Gloria Crankton
- Tomas Arana: Jeff
- Mark Boone Junior: Joseph
- Reggie Lee: Anton
- Noelle Evans: Bobbi
- Richard Edson: Roland
- Musa Watson: Elmer
- Steve Ritzi: el pilot
- Ron Gural: el xèrif
- Eugene Collier: John Crankton
- Sean Patterson: Abrams

## Al voltant de la pel·lícula
- El rodatge va tenir lloc a Mobile (ciutat d'Alabama).
- El film s'inspira en la descoberta al juny 2002 d'una mena de serps, uns peixos molt agressius de la família dels cànnids, en un estany de la ciutat de Crofton, a Maryland. Aquests últims provenien d'un mercat asiàtic no lluny d'allà, els cànnids poden recórrer curtes distàncies sobre la terra ferma. Per assegurar-se de l'eliminació dels peixos, l'estany va ser completament buidat. Dos individus adults i un centenar de joves van estar descoberts.[4]
- El mateix any, un altre film, Snakehead Terror, inspirant-se també en aquest succés, escenificava peixos mutants.
- La cançó dels crèdits del final, No One Can Hide, és interpretada per Hott Wheelz.